# Alone+Easy Target
Singles de Foo Fighters
Big Me
(1996) Monkey Wrench
(1997)
Alone+Easy Target est single promotionnel du groupe de rock Foo Fighters issu de l'album Foo Fighters sorti en 1995. Il ne contient qu'une seule piste et n'a été publié uniquement pour un but de promotion de l'album. La chanson a été écrite et enregistré par Dave Grohl dans sa forme originelle en 1991.

## Liste des titres
1. Alone+Easy Target - 4:05